# Distrito de Wrocław
Wrocław (polaco: powiat wrocławski) es un distrito (powiat) del voivodato de Baja Silesia (Polonia). Fue constituido el 1 de enero de 1999 como resultado de la reforma del gobierno local de Polonia aprobada el año anterior. Su sede administrativa es Bresłavia, aunque la ciudad no forma parte de él y por sí misma es otro distrito distinto. Además de con dicha ciudad, limita con otros siete distritos de Baja Silesia: al norte con Trzebnica, al nordeste con Oleśnica, al este con Oława, al sur con Strzelin y Dzierżoniów y al oeste con Świdnica y Środa Śląska. Está dividido en nueve municipios (gmina): tres urbano-rurales (Kąty Wrocławskie, Siechnice y Sobótka) y seis rurales (Czernica, Długołęka, Jordanów Śląski, Kobierzyce, Mietków y Żórawina). En 2011, según el Oficina Central de Estadística polaca, el distrito tenía una superficie de 1117,7 km² y una población de 114 151 habitantes.